# Ban Quản lý Dự án 47, Bộ Tổng Tham mưu Quân đội nhân dân Việt Nam
Ban Quản lý Dự án 47(PMU47)  trực thuộc Bộ Tổng Tham mưu Quân đội nhân dân Việt Nam là đơn vị Quản lý dự án xây dựng đường Tuần tra Biên giới.

## Lịch sử hình thành
- Ban quản lý dự án đường Tuần tra biên giới (gọi tắt là Ban quản lý dự án 47) được thành lập ngày 10/6/2005, trực thuộc Bộ Quốc phòng.
- Từ ngày 21/3/2007, Ban 47 trực thuộc Bộ Tổng tham mưu, gồm những cán bộ dày dạn kinh nghiệm mở đường xuyên rừng núi, trưởng thành từ thời kháng chiến chống Mỹ. Đại tướng Phùng Quang Thanh, Bộ trưởng Bộ Quốc phòng làm Trưởng ban chỉ đạo dự án; Thiếu tướng Hoàng Kiền, nguyên Tư lệnh Công binh được điều về làm Giám đốc Ban quản lý dự án 47.

## Lãnh đạo hiện nay
- Giám đốc: Thiếu tướng Nguyễn Xuân Tùng

## Tổ chức
- Văn phòng
- Phòng Kế hoạch
- Ban Chính trị
- Phòng Kỹ thuật
- Phòng Tài chính
- Phòng Mặt bằng
- Phòng Thi công 1
- Phòng Thi công 2
- Phòng Thi công 3
- Phòng Thi công 4

## Giám đốc qua các thời kỳ
- 2007-2014, Hoàng Kiền, Thiếu tướng (2006), nguyên Tư lệnh Binh chủng Công binh (2006-2007)
- 2014-nay, Nguyễn Xuân Tùng, Thiếu tướng (2014), nguyên Phó Tư lệnh Binh chủng Công binh[3]